# Kebwe
 (mai 2021).
Le kebwe (mikebwe) est une langue bantoue de la République démocratique du Congo. Elle a été apparentée au hemba par Christine Ahmed (1996),.